# Martin Goldstein
Martin Goldstein (1905 - 12 juin 1941) est un mafieux américain membre de la Yiddish Connection.

## Biographie
Martin "Buggsy" Goldstein (1905 - 12 juin 1941) était un membre d'un gang des tueurs à gages, opérant à partir de Brooklyn, New York dans les années 1930, connu sous le nom de Murder Incorporated.
Né Meyer Goldstein, Goldstein a grandi à East New York, Brooklyn, à New York, et d'abord dirigé le syndicat de Murder Incorporated, en collaboration avec «Kid Twist» Abe Reles. Goldstein a commis des meurtres, sous les ordres de Lepke Buchalter et Albert Anastasia.
Abe Reles, en essayant d'éviter une condamnation à mort, a témoigné contre un grand nombre de ses anciens associés. Les deux Goldstein et Harry Strauss ont été reconnus coupables d'assassinat sur d'Irving Feinstein, un petit joueur. La mort avait été ordonnée par Albert Anastasia et Vincent Mangano. Lorsque l'occasion de s'adresser au tribunal avant la sentence, Goldstein, joueur de joker, a déclaré: «Juge, je voudrais faire pipi sur votre jambe." Les deux hommes ont été condamnés à mort.
Vers minuit, le 12 juin 1941, Goldstein et Strauss ont été exécutés par la chaise électrique dans la prison de Sing Sing (prison) à Ossining, New York.